# Olivier de Germay
Pour la commune, voir Germay.
Olivier de Germay, né le 18 septembre 1960 à Tours (Indre-et-Loire, France), est un prélat catholique français, archevêque de Lyon depuis le 22 octobre 2020 et, par conséquent, primat des Gaules.

## Biographie

### Famille
Olivier Jacques Marie de Germay est le troisième d'une fratrie de cinq enfants. Il est le fils de Christian de Germay, général de division, ancien gouverneur militaire de Strasbourg, commandeur de la Légion d'honneur, et de Claude Bullier.

### Formation
Après des études en classes préparatoires au Prytanée national militaire de La Flèche, Olivier de Germay intègre l'École spéciale militaire de Saint-Cyr à Coëtquidan en 1981 (promotion Grande Armée), d'où il sort officier en 1983. Servant dans les forces parachutistes, au 1er régiment de hussards parachutistes, à partir de 1986, il est déployé notamment au Tchad, en Centrafrique et en Irak.
À la Toussaint 1990, lors d'une retraite dans un monastère, il découvre sa vocation et renonce à sa carrière militaire. Il entre au séminaire de Paray-le-Monial en 1991 et poursuit ensuite une formation théologique successivement au Séminaire universitaire Pie XI et à l'Institut catholique de Toulouse puis au Séminaire français de Rome et à l'Institut pontifical Jean-Paul-II.
Il est ordonné prêtre pour le diocèse de Toulouse le 17 mai 1998 et obtient une licence de théologie morale à l'Institut pontifical Jean-Paul-II de Rome en 1999.

### Prêtre
Ordonné prêtre pour le diocèse de Toulouse en mai 1998, il exerce son ministère, tout d’abord comme vicaire puis comme curé à Castanet-Tolosan puis à Beauzelle. Il est doyen de la zone Banlieues-Sud de Toulouse. Simultanément il est professeur de théologie sacramentelle et de la famille à l’Institut catholique de Toulouse.
À partir de 2004, il est vicaire épiscopal chargé de l’accompagnement des banlieues. À partir de 2008 il est également professeur de théologie sacramentelle et de la famille à l'Institut catholique de Toulouse. En 2010, il reçoit en outre la mission d’accompagner la pastorale familiale sur le diocèse.

### Évêque d'Ajaccio

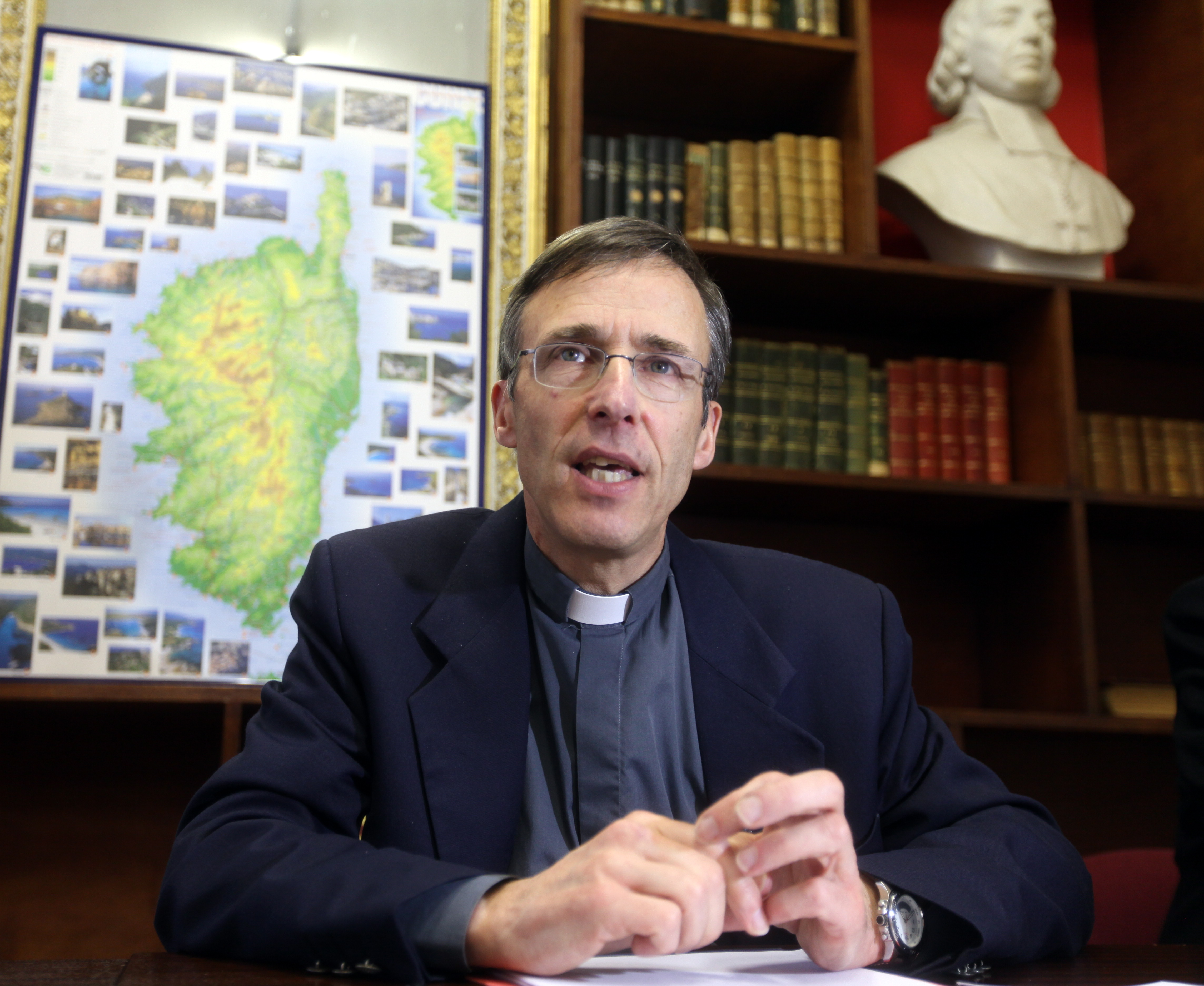
Olivier de Germay, alors évêque d'Ajaccio, en 2013.

Le 22 février 2012, lors de la fête de la chaire de Saint Pierre, il est nommé à 52 ans évêque d'Ajaccio par le pape Benoît XVI ; il succède ainsi à Jean-Luc Brunin nommé quelques mois plus tôt au Havre.
Il reçoit la consécration épiscopale le 14 avril 2012 des mains de Georges Pontier, archevêque de Marseille, au cours d'une cérémonie à Ajaccio qui réunit environ trois mille personnes. C'est la deuxième consécration d'un évêque en titre sur le sol corse depuis 1802.
À la conférence des évêques de France, il est membre de la commission pour la catéchèse et le catéchuménat.

### Archevêque de Lyon et primat des Gaules
Dans un communiqué du 22 octobre 2020, la Conférence des évêques de France annonce que le pape François a nommé Olivier de Germay archevêque de Lyon. Sa messe d'installation dans son diocèse est célébrée le 20 décembre 2020,,. Cette célébration a lieu en présence de Michel Dubost, administrateur apostolique de l'archidiocèse de Lyon, et de Celestino Migliore, nonce apostolique en France.
Le 29 juin 2021, il reçoit le pallium des mains du pape, en même temps que onze autres archevêques métropolitains. Le nonce apostolique, Celestino Migliore, le lui remet le 26 septembre 2021 dans la primatiale Saint-Jean de Lyon en présence de ses fidèles.

## Succession apostolique
Olivier de Germay a ordonné les évêques suivants :
- Évêque Loïc Philippe Lagadec (2023)
- Évêque François Hervé Marie Durand (2024)

## Signes distinctifs de l’évêque

### Devise épiscopale
La devise épiscopale d´Olivier de Germay est empruntée au chapitre 5 du 25e verset de la Lettre de saint Paul Apôtre aux Éphésiens : « Le Christ a aimé l'Église » (Ep 5,25).

Armoiries d'Olivier de Germay, évêque d’Ajaccio.

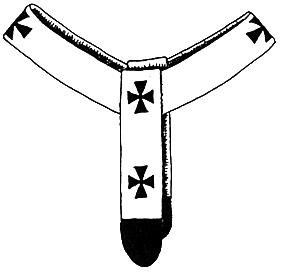
Pallium.

### Armoiries
Amené à porter des armoiries comme évêque, Olivier de Germay ne porte pas celles de sa famille mais en fait réaliser pour l'occasion. Il les modifie à son accession au poste d'archevêque de Lyon.

### Pallium
Olivier de Germay reçoit le pallium des mains du pape le 29 juin 2021. Il l'a revêtu le 26 septembre 2021 à la cathédrale de Lyon.

## Décoration
- Chevalier de la Légion d'honneur (2022)[12]